# Kolonie (Leśnica)
Kolonie – część wsi Leśnica w Polsce położona w województwie świętokrzyskim, w powiecie jędrzejowskim, w gminie Małogoszcz.
W latach 1975–1998 Kolonie administracyjnie należały do województwa kieleckiego.